# Thomas Ian Nicholas
Thomas Ian Nicholas, född 10 juli 1980 i Las Vegas, Nevada, är en amerikansk skådespelare. Han spelade rollen som Kevin Myers i filmserien som började med American Pie.

## Filmografi
- 1992 – Radio Flyer
- 1993 – Rookie of the Year
- 1995 – A Kid in King Arthur's Court
- 1996 – Judge and Jury
- 1998 – A Kid in Aladdin's Palace
- 1999 – American Pie
- 2001 – American Pie 2
- 2002 – Halloween: Resurrection
- 2002 – The Rules of Attraction
- 2003 – American Pie – The Wedding
- 2003 – Stealing Sinatra
- 2005 – The Guy in Row Five
- 2006 – Halloween: 25 Years of Terror
- 2009 – The Bridge to Nowhere
- 2010 – Let the Game Begin
- 2010 – The Chicago 8
- 2012 – American Reunion